# Nola baracoa
Nola baracoa är en fjärilsart som beskrevs av William Schaus 1921. Nola baracoa ingår i släktet Nola och familjen trågspinnare. Inga underarter finns listade i Catalogue of Life.